# De Haukes
De Haukes is een woonplaats in de gemeente Hollands Kroon in de provincie Noord-Holland.
De Haukes ligt in het zuidwesten van Wieringen. De plaatsnaam is afgeleid of van de benaming voor gemeenschappelijke grond of het is een verwijzing naar laaggelegen drassig land. De Haukes vormt een eenheid met het dorp Westerland. In 1840 kende de plaats maar 20 inwoners, in 1998 waren dat er 168. Vanwege de ligging, bevond de haven van Wieringen zich bij de plaats. Ondanks de haven groeide De Haukes door de eeuwen heen niet uit tot een dorp. Het direct naastgelegen Westerland deed dat wel, en kent ook een eigen kerk.
Nu ligt de haven van De Haukes aan het Amstelmeer. In het begin van de 20e eeuw, toen dit meer nog in verbinding met de zee stond, was De Haukes een aanmeerplek voor de veerboot, die de stoomtramlijn Schagen - Wieringen compleet maakte. Deze verdween uiteindelijk. Ook was er toen nog een postboot, maar met de komst van de Amsteldiepdijk en de weg daarnaartoe verdween het nut van de boot. Tegenwoordig herinnert alleen het biljartcafé De Postboot nog aan de boot. De haven wordt inmiddels vooral gebruikt door watersportrecreanten.
De Haukes is de enige plaats op Wieringen waar men een typerende oude wierschuur kan zien. Het is een grote houten schuur met zwart geteerde planken. In dit soort schuren werd wier (eigenlijk zeegras) in balen opgeslagen. Vaak werden in de wierschuren de balen ook geperst. Een originele wierschuur is verplaatst naar het Zuiderzeemuseum in Enkhuizen. Ook staan in De Haukes eendenboeten, daarin werden eenden gehouden en de eieren werden verkocht aan de grote koekfabrieken. Tegenwoordig staan ze of leeg of ze hebben een andere functie gekregen.
Dorpen en gehuchten: Anna Paulowna · Barsingerhorn · Breezand · Den Oever · Haringhuizen · Hippolytushoef · De Haukes · Kleine Sluis · Kolhorn · Kreil · Kreileroord · Lutjewinkel · Middenmeer · Moerbeek · Nieuwe Niedorp · Nieuwesluis · Oosterklief · Oosterland · Oude Niedorp · Slootdorp · Smerp · Stroe · De Strook · Terdiek · Tolke (deels) · Van Ewijcksluis · Vatrop · 't Veld · Verlaat (deels) · Westerklief · Westerland · Wieringerwaard · Wieringerwerf · Winkel · Zijdewind

Buurtschappen: Blokhuizen · Dam · De Belt · De Bomen · De Elft · Emaus · Gelderse Buurt · De Gest · Groetpolder · Hanedoes · De Heid · De Hoelm · Hogebieren · Hollebalg · De Kampen · Langereis (deels) · De Leijen · Lutjekolhorn · Mientbrug · Noord-Stroe · Noordburen · Noorderbuurt · De Normer · Poolland · Spoorbuurt · Tin · Vennik (deels) · Wateringskant · De Weel (deels) · De Weere · Westeinde  · Zandburen

Noord-Holland: Steden en dorpen    Nederland: Provincies · Gemeenten